# Dennis Brutus
Pour les articles homonymes, voir Brutus.
Dennis Vincent Brutus, né le 28 novembre 1924 à Salisbury en Rhodésie du Sud (actuellement, Harare au Zimbabwe) et mort le 26 décembre 2009 au Cap, est un poète, enseignant et journaliste sud-africain et militant anti-apartheid.

## Biographie
Ses parents, originaires d'Afrique du Sud, l'emmènent y vivre lorsqu'il a cinq ans. Il est éduqué à Port Elizabeth puis à l'université de Fort Hare, à Alice, avant d'enseigner à l'université du Witwatersrand.
Il fonde, en 1958, la South African Sports Association. Son objectif est que les différentes fédérations sportives internationales excluent les fédérations sud-africaines, qui pratiquent la discrimination raciale. À partir de 1961, il lui est interdit de d'enseigner, publier ou manifester. En 1962, il fonde le South African Non-Racial Olympic Committee (SAN-ROC ou SANROC) qui milite et obtient l'exclusion de l'Afrique du Sud des Jeux olympiques d'été de 1968.
Arrêté et libéré sous caution en 1963, il tente de s'échapper mais est arrêté par la police secrète portugaise à la frontière entre l'Afrique du Sud avec le Mozambique. Alors qu'il tente de s'enfuir à nouveau, il est blessé par balle dans le dos. Il effectue une peine de 18 mois de prison à Robben Island,. Il s'exile en 1966 à Londres avant de rejoindre les États-Unis en 1971. L'administration Reagan envisage de le renvoyer en Afrique du Sud, jusqu'à ce qu'un juge décide, en 1983, qu'il y serait en danger. Il retourne pour la première fois en Afrique du Sud depuis le début de son exil en 1991. Il y passe les dernières années de sa vie.
Parmi ses œuvres, longtemps interdites en Afrique du Sud, figure par exemple Letters to Martha and other Poems from a South African Prison.